# Русланбек Джиянов
Русланбек Музаффар огли Джиянов (узб. Ruslanbek Muzaffar oʻgʻli Jiyanov, нар. 5 червня 2001, Ташкент, Узбекистан) — узбецький футболіст, нападник російського клубу «Нижній Новгород» та національної збірної Узбекистану.

## Ігрова кар'єра

### Клубна
Русланбек Джиянов є вихованцем столичного клубу «Пахтакор». У 2021 році він приєднався до іншого клубу з Ташкента — «Олімпік». Разом з яким став бронзовим призером Другого дивізіону та підвищився до Суперліги.
У лютому 2023 року футболіст уклав угоду з російським клубом «Нижній Новгород» але до кінця сезону залишався в складі «Олімпіка» на правах оренди. 8 серпня у кубковому матчі проти «Спартака» Джиянов дебютував у першій команді «Нижнього Новгорода».

### Збірна
У 2022 році у складі збірної Узбекистану (U-23) Русланбек Джиянов став срібним призером на домашньому молодіжному чемпіонаті Азії.
20 листопада 2022 року у товариському матчі проти команди Росії Джиянов дебютував у національній збірній Узбекистану.

## Титули
Узбекистан (U-23)
 Срібний призер молодіжного чемпіонату Азії: 2022